# توندرای ساحلی شمال‌شرقی سیبری
توندرای ساحلی سیبری شمال‌شرقی (انگلیسی: Northeast Siberian coastal tundra) بوم‌ناحیه‌ای است که دشت ساحلی منطقه شمال مرکزی سیبری در روسیه را می‌پوشاند. این منطقه ساحلی با دریای لاپتف و دریای سیبری شرقی که از دریاهای حاشیه‌ای اقیانوس شمالگان هستند، هم‌مرز است و از دلتای رود لنا در غرب تا دلتای رود کولیما در شرق را در بر می‌گیرد. چندین دلتای رودخانه‌ای بزرگ در این منطقه وجود دارد که محل پرورش و زندگی ۶۰ تا ۸۰ گونه پرنده مهاجر است. این منطقه در محدوده قلمرو دیرین‌شمالگان و زیست‌بوم توندرا قرار دارد و مساحت آن ۸۴۶٬۱۴۹ کیلومتر مربع (۳۲۶٬۷۰۰ مایل مربع) است.

## موقعیت و ویژگی‌ها
این بوم‌ناحیه ۱۱۰۰ کیلومتر در امتداد ساحل شمالی سیبری، از دلتای رود لنا در غرب تا دلتای رود کولیما در شرق امتداد دارد. زمین آن اغلب مسطح و توندرا بوده و کل منطقه پوشیده از خاک منجمد است. در این منطقه دریاچه‌های گرماکارستی فراوان هستند که در اثر یخ‌زدن و ذوب خاک‌های منجمد ایجاد می‌شوند.

## اقلیم
اقلیم این بوم‌ناحیه از نوع اقلیم قاره‌ای مرطوب با تابستان خنک است که در طبقه‌بندی اقلیمی کوپن با Dfc نشان داده می‌شود. این اقلیم با تغییرات زیاد دمای روزانه و فصلی، زمستان‌های طولانی و سرد و تابستان‌های کوتاه و خنک مشخص می‌شود که در تابستان میانگین دما به بالاتر از ۲۲ درجه سانتی گراد (۷۲ درجه فارنهایت) نمی‌رسد. میانگین بارندگی حدود ۲۰۰ میلی‌متر در سال است. میانگین دما در مرکز بوم‌ناحیه ۳۷- درجه سانتیگراد (۳۵- درجه فارنهایت) در ژانویه و ۱۱٫۱ درجه سانتیگراد (۵۲٫۰ درجه فارنهایت) در ژوئیه است.